# Помі (Румунія)
Помі (рум. Pomi) — село у повіті Сату-Маре в Румунії. Адміністративний центр комуни Помі.
Село розташоване на відстані 421 км на північний захід від Бухареста, 33 км на схід від Сату-Маре, 104 км на північ від Клуж-Напоки.

## Населення
За даними перепису населення 2002 року у селі проживали 1116 осіб, з них 1111 осіб (99,6%) румунів. Рідною мовою 1113 осіб (99,7%) назвали румунську.